# Meridiotroctes
Meridiotroctes is een kevergeslacht uit de familie van de boktorren (Cerambycidae). De wetenschappelijke naam van het geslacht werd voor het eerst geldig gepubliceerd in 2007 door Martins & Galileo.

## Soorten
Meridiotroctes omvat de volgende soorten:
- Meridiotroctes bicristata Machado & M. L. Monné, 2009
- Meridiotroctes meridionale Martins & Galileo, 2007
- Meridiotroctes truncata Galileo & Martins, 2011